# Miguel Ángel Tena
Miguel Ángel Tena García (Almazora, España, 17 de enero de 1982) es un exfutbolista y entrenador español. Actualmente es el director de fútbol del Villarreal CF.

## Características como jugador
En su etapa de jugador, Tena ejerció como un defensa central contundente, con muy buen dominio del juego aéreo y con una gran facilidad para incorporarse al ataque y culminar diferentes jugadas de estrategia.

## Biografía
Como jugador, ocupaba la posición de defensa central, imponiéndose con facilidad ante los ataques rivales gracias a sus 185 centímetros de altura.
En la temporada 2003-04 perteneció al Villarreal, con el que llegó a debutar en Primera División, después se fue al Racing de Ferrol una campaña y las tres siguientes defendió los colores del Polideportivo Ejido. Tras su paso por el conjunto almeriense jugó la pasada temporada en el Levante, donde disputó un total de 19 encuentros, anotó cinco goles y recibió nueve tarjetas amarillas.
En 2009 firmó con el Elche CF por 2 temporadas.
El 18 de agosto de 2010 rescinde su contrato con el Elche CF y ese mismo día ficha por el Córdoba CF.
En enero de 2013 el marcador central Miguel rescindió su compromiso como jugador del Córdoba y firmó un vínculo hasta junio de 2014 con el Lugo. Ante la falta de minutos en el conjunto gallego, el 29 de enero de 2014 ficha por el Cádiz CF, equipo con el que finaliza la temporada 2013–2014.
El 31 de agosto de 2014, ficha por una temporada por el Racing de Ferrol. Es su segunda etapa en este club. Finalizada esta temporada acepta la oferta del presidente del Racing Club de Ferrol como entrenador donde estaría hasta 2017 cuando fue cesado.
En verano del 2018 el Villarreal C. F. lo firmaría para su equipo juvenil, dos años más tarde pasaría a entrenar al segundo filial del equipo castellonense hasta 2021 cuando sería nombrado director deportivo del club.En 2023 tras la destitución de Pacheta como entrenador del primer equipo dirigiría como entrenador interino el encuentro ante el Atlético de Madrid, correspondiente a la decimotercera jornada de la Primera División.

## Clubes

### Como jugador
| Club                  | País   | Año       |
| --------------------- | ------ | --------- |
| Villarreal CF         | España | 2003-2004 |
| Racing Club de Ferrol | España | 2004-2005 |
| Polideportivo Ejido   | España | 2005-2008 |
| Levante UD            | España | 2008-2009 |
| Elche CF              | España | 2009-2010 |
| Córdoba CF            | España | 2010-2012 |
| CD Lugo               | España | 2013-2014 |
| Cádiz CF              | España | 2013-2014 |
| Racing Club de Ferrol | España | 2014-2015 |

### Como entrenador
| Club                        | País   | Año       |
| --------------------------- | ------ | --------- |
| Racing Club de Ferrol       | España | 2014-2017 |
| Villarreal C. F. Juvenil    | España | 2018-2020 |
| Villarreal C. F. "C"        | España | 2020-2021 |
| Villarreal C. F. (interino) | España | 2023      |